# Secuencia (lingüística)
Una secuencia, en lingüística, es el conjunto de elementos de cualquier rango ordenados en sucesión.
La secuencia en programación estructurada indica que las instrucciones del código se leerán de principio a fin desde la primera línea de código hasta la última, sin excepción.
La programación secuencial es más simple y fácil de usar. Como las instrucciones están relacionadas, será más sencillo entender lo que hace cada función en una instrucción. Las tareas se llevan a cabo de tal manera que la salida de una es la entrada de la siguiente y así sucesivamente hasta finalizar un proceso; por esta razón se le conoce como secuencial.
Aplicando este término al cine o al teatro, podemos decir que es el conjunto de elementos ordenados que se integran dentro de una línea argumental, estos elementos pueden ser planos o escenas . La secuencia supondría la narración completa de una de las unidades narrativas de la obra, teatral o cinematográfica.  Por eso se ha comparado la secuencia con el capítulo en las novelas. 